# Mordellistena monardi
Mordellistena monardi là một loài bọ cánh cứng trong họ Mordellidae. Loài này được Píc miêu tả khoa học năm 1937.

## Hình ảnh

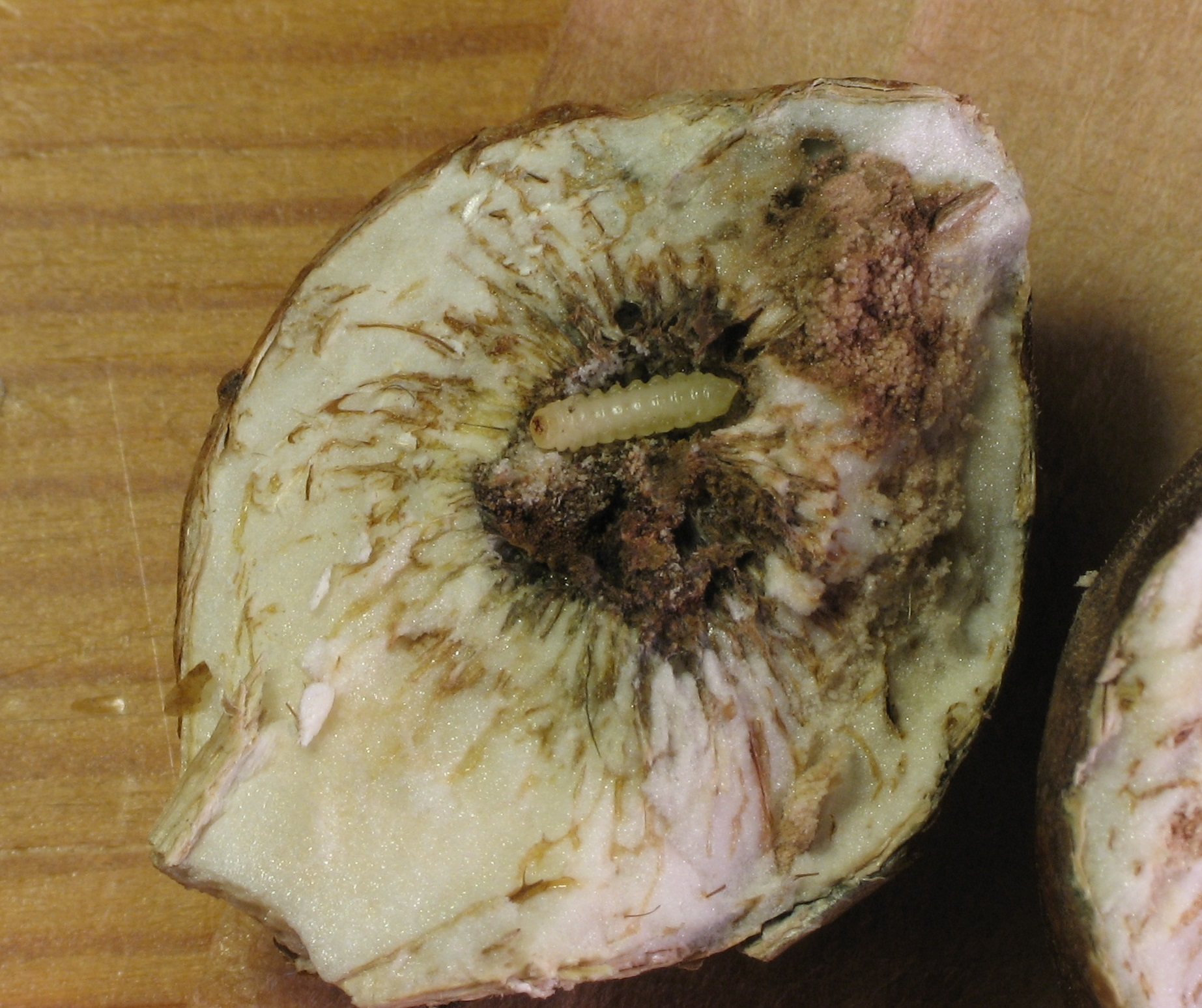